# Bezpiecznik (broń)

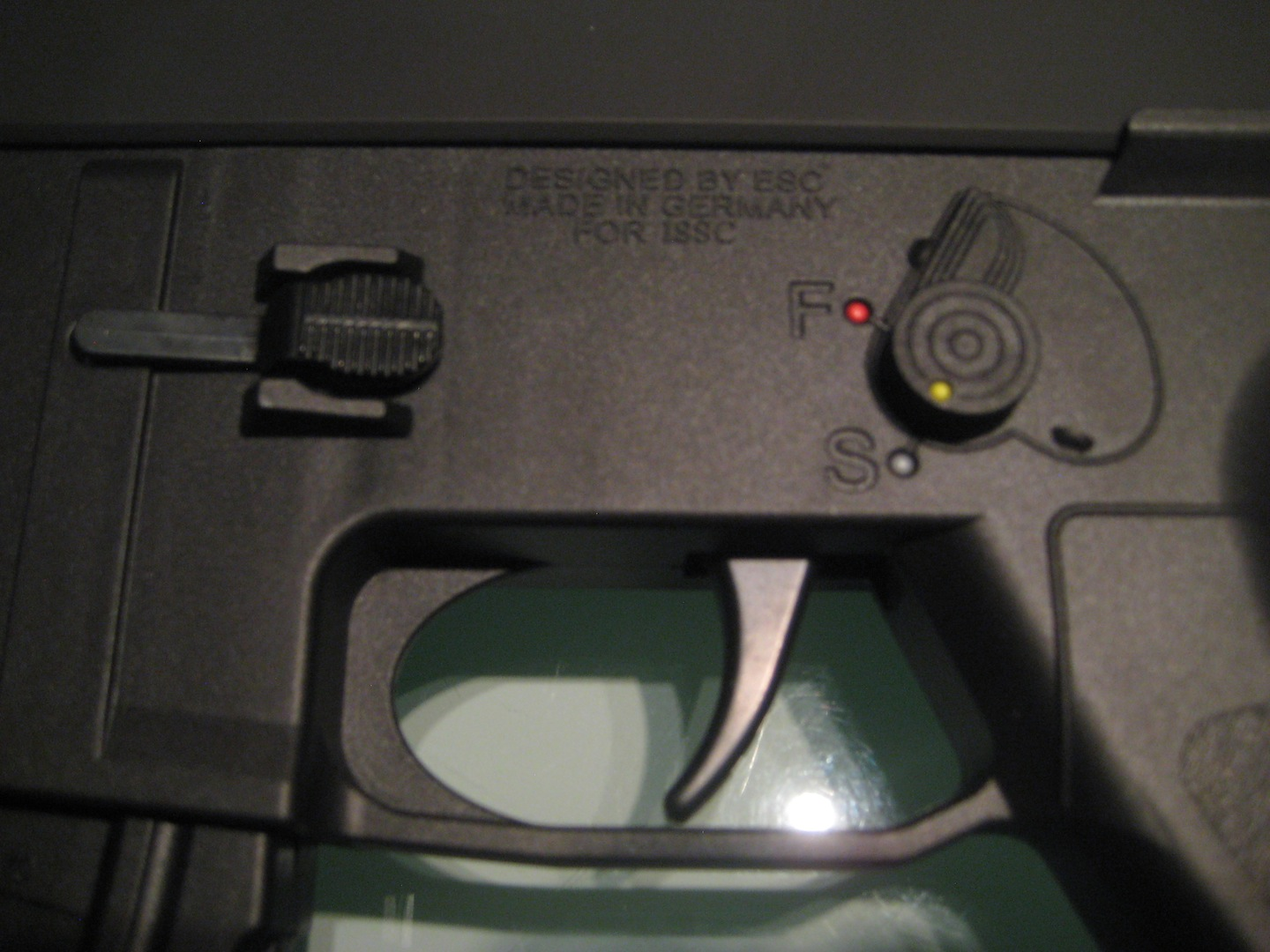
Przykład bezpiecznika w broni strzeleckiej - w tym ustawieniu broń jest zabezpieczona (S - safe)

Bezpiecznik – mechanizm zabezpieczający broń lub amunicję przed uruchomieniem w niepożądanym momencie.
Zazwyczaj stosowany w mechanizmach spustowo-uderzeniowych broni strzeleckiej, po włączeniu uniemożliwiając jej przedwczesny lub przypadkowy wystrzał, powtórne załadowanie oraz chroniąc przed zanieczyszczeniem i uszkodzeniem.
Stosowany jest również w zapalnikach pocisków, głowic bojowych, bomb, torped zabezpieczając przed przypadkową eksplozją w trakcie np. upadku, ładowania, przewożenia, przechowywania lub obsługiwania. W zapalnikach bezpieczniki odbezpieczają się zazwyczaj pod wpływem działania sił bezwładności, sił odśrodkowych lub ciśnienia gazów prochowych.